# Bech aux abois
Bech aux abois (titre original en anglais Bech at Bay sous-titrée A Quasi-Novel) est un roman de l'écrivain américain John Updike publié initialement en 13 octobre 1998 aux États-Unis et en français le 1er août 2002 aux éditions du Seuil. Composé de cinq chapitres distincts, il constitue le troisième et dernier volume du cycle Bech mettant en scène la vie du personnage Henry Bech.

## Écriture du roman
John Updike publie Bech aux abois en 1998, seize ans après le dernier opus et après le succès et la complétion de la tétralogie Rabbit Angstrom (publiée de 1960 à 1990), mettant ainsi un terme à son second plus ambitieux et connu cycle de romans.
Le livre est composé, comme les précédents volumes de différents chapitres distincts, écrits entre juillet 1986 et en novembre 1981 avec dans l'ordre d'écriture : Bech en Tchécoslovaquie (juillet 1986), Bech préside (février-avril 1997), Bech plaide coupable (août 1997), Le Polar de Bech (août-octobre 1997), Bech et la générosité de la Suède (novembre 1997). En novembre 1998, il complète ce volume d'une nouvelle intitulée Bech, son œuvre parue en 1999.

## Résumé
Le roman est composé de cinq chapitres :
1. Bech en Tchécoslovaquie
2. Bech préside
3. Bech plaide coupable
4. Bech Noir
5. Bech et la générosité de la Suède

et d'une nouvelle Bech, son œuvre.

## Éditions
- (en) Bech at Bay, Alfred A. Knopf Publisher, 1998  (ISBN 978-0375403682).
- Bech aux abois, éditions Gallimard, 2002  (ISBN 978-2020367622).
- (en) The Complete Henry Bech, coll. « Everyman's Library », Alfred A. Knopf Publishers, 2001,  (ISBN 0-375-41176-3).